# روبرت إس. دنكانسون
كان روبرت سيلدون دنكانسون (بالإنجليزية: Robert Seldon Duncanson) (وُلد عام 1821 – توفي في يوم 21 ديسمبر من عام 1872) فنانًا أمريكيًا من القرن التاسع عشر ينحدر من أصول أوروبية وأفريقية معروف بإسهاماته في رسم المناظر الطبيعية. بإلهام من فناني مناظر طبيعية أمريكيين شهيرين مثل توماس كول، أبدع دنكانسون لوحات مناظر طبيعية مشهورة ويُعتبر فنانًا من الجيل الثاني لمدرسة نهر هدسون. قضى دنكانسون معظم حياته المهنية في سينسيناتي، أوهايو وساعد في تطوير طريقة وادي نهر أوهايو في المناظر الطبيعية. باعتباره رجلًا أسود حرًا في أمريكا ما قبل الحرب، سخر دنكانسون المجتمع الأبيض الساعي للتحرير من العبودية في أمريكا وإنجلترا لدعم وتعزيز عمله. يُعتبر دنكانسون أول فنان أمريكي افريقي يحظى بشهرة عالمية. عمل في دوائر النخبة الثقافية في سيسيناتي، وديترويت، ومونتريال ولندن. يتعلق الجدال التاريخي الفني الأساسي حول دنكانسون بالدور الذي لعبته القضايا العرقية المعاصرة في أعماله. يعتقد بعض مؤرخو الفن مثل جوزيف دي. كيتنر، أن دنكانسون استخدم استعارات عرقية في أعماله الفنية، في حين يثبط آخرون، مثل مارغريت روس فيندريس، الرائين عن تناول فنه بمنظور مقترن بالانتماء العرقي.

## نشأته
وُلد روبرت سيلدون دنكانسون في مقاطعة سينيكا، نيويورك، في عام 1821. كان أحد خمسة أبناء جون دين دنكانسون (1777 – 1851 تقريبًا)، وهو تاجر أسود حر، ولوسي نيكلز (1782 – 1854 تقريبًا). غالبًا ما يُذكر أن والد روبرت اسكتلندي – كندي، مع ذلك، لا دليل يدعم هذا الادعاء، ومن غير الواضح أين بدأ مصدره الأصلي ومتى. تُشير جميع الأدلة إلى كون روبرت سيلدون سليل عبيد فرجينيا المعتقين. كان والد جون دين، تشارلز دنكانسون، عبدًا سابقًا من فرجينيا أعتقه مالكه. تلقى تشارلز امتيازات خاصة، من بينها تحريره وفرصة تعلمه حرفة، لأنه كان على الأرجح الابن غير الشرعي لمالكه. بعد أن أصبح حرًا، عاش تشارلز وابنه جون دين كرجال أحرار في فرجينيا. مع ذلك، في نهاية القرن الثامن عشر، تعاظمت معارضة البيض للسود الأحرار في الجنوب الأعلى. استجابة لذلك، انتقل تشارلز وابنه دون دين وزوجته لوسي نيكلز، كما فعل العديد من الأفارقة الأمريكيين الأحرار، إلى الشمال. استقرت عائلة دنكانسون في فايت، نيويورك، حيث وُلد روبرت سيلدون. مرر تشارلز معرفته في النجارة وطلاء المنازل لابنه، جون دين، ولأحفاده. كان من شأن هذه المعرفة أن أتاحت لروبرت سيلدون دنكانسون لاحقًا تطوير نفسه إلى حرفي ثم إلى فنان.
في عام 1828، انتقلت العائلة إلى مدينة مونرو «المزدهرة» في ميشيغان، عقب موت تشارلز. في مونرو، نجح جون دين نجاحًا فائقًا في عمله نجارًا وطلّاء منازل. مكنه هذا النجاح من إعالة عائلته وتعليم أطفاله. في طفولتهم، تدرب روبرت وأربعُ إخوته في حرف العائلة من طلاء منازل ونجارة. في حين حقق إخوة روبرت نجاحًا متواضعًا في طلاء المنازل، بزغ روبرت بصفته الأكثر موهبة بين أنسبائه في تدريباته. في عام 1838، أسس روبرت تجارة طلاء مع شريك اسمه جون غامبلين. سوق روبرت وشريكه لخدماتهم مرارًا في المنشورات المحلية، مثل مونرو غازيت. مع ذلك، في عام 1839، أوقف روبرت تجارته بغية مطاردة طموحه في العمل رسام لوحات شخصية.

## روابط خارجية
- روبرت إس. دنكانسون على موقع الموسوعة البريطانية (الإنجليزية)